# Декларација Уједињених нација
Декларација Уједињених нација је документ из Другог светског рата потписан 1. јануара 1942. године. Потписале су га владе 26 земаља, од којих су неке биле владе у изгнанству.
Оригиналне потписнице су: Сједињене Државе, Уједињено Краљевство, Совјетски Савез, Република Кина, Аустралија, Белгија, Канада, Костарика, Куба, Чехословачка, Доминиканска Република, Салвадор, Грчка, Гватемала, Хаити, Хондурас, Индија, Луксембург, Холандија, Нови Зеланд, Никарагва, Норвешка, Панама, Пољска, Јужна Африка, и Југославија.
Стране потписнице су се обавезале на подршку и спровођење Атлантске повеље, на искоришћавање свих својих ресурса у рату против сила Осовине и сложиле да појединачно не склапају мир са нацистичком Немачком, Италијом или Јапаном као што је Антанта склопила споразум са Централним силама у Првом светском рату према одредбама Пакта јединства.
Уједињене нације су постале синоним током рата који је означавао Савезнике и представљао је формално име под којим су се борили.
Друге земље су накнадно потписале декларацију. То су: Мексико, Филипини, и Етиопија током 1942, Ирак, Бразил, Боливија, Иран и Колумбија током 1943, Либерија и Француска током 1944. и Перу, Чиле, Парагвај, Венецуела, Уругвај, Турска, Египат, Саудијска Арабија, Либан, Сирија и Еквадор током 1945. године.